# Бахчисарай (присілок)
Бахчисара́й (рос. Бахчисарай, башк. Баҡсаһарай) — присілок (в минулому селище) у складі Туймазинського району Башкортостану, Росія. Входить до складу Ільчимбетовської сільської ради.
Населення — 8 осіб (2010; 13 у 2002).
Національний склад:
- башкири — 92 %